# Lacon punctatus
Lacon punctatus är en skalbaggsart som först beskrevs av Herbst 1779.  Lacon punctatus ingår i släktet Lacon, och familjen knäppare. Arten förekommer tillfälligt i Sverige, men reproducerar sig inte.

## Bildgalleri

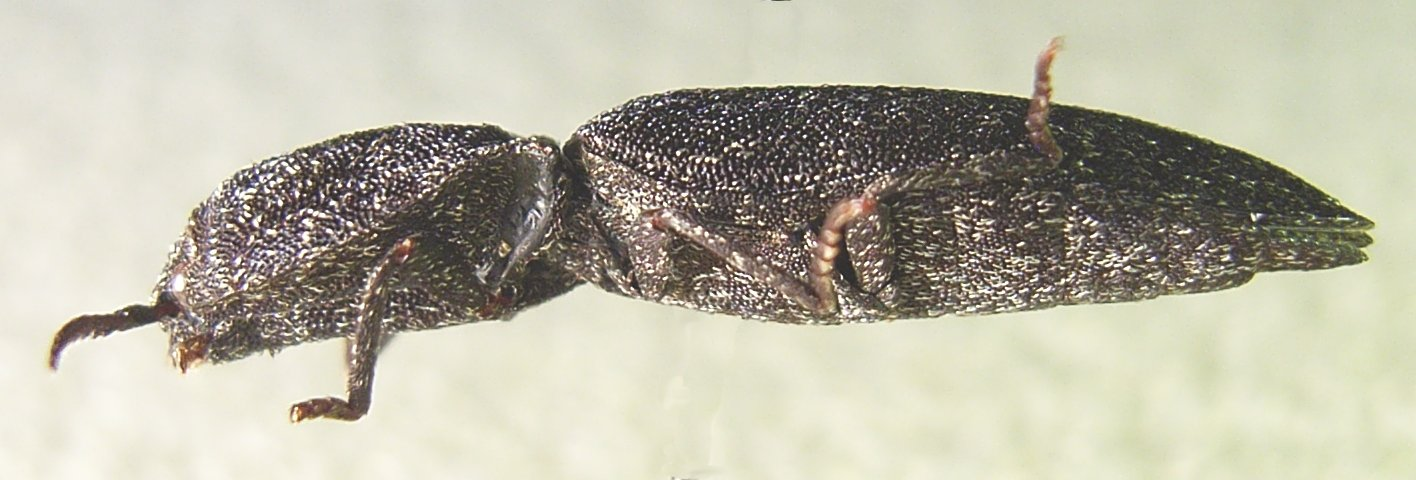
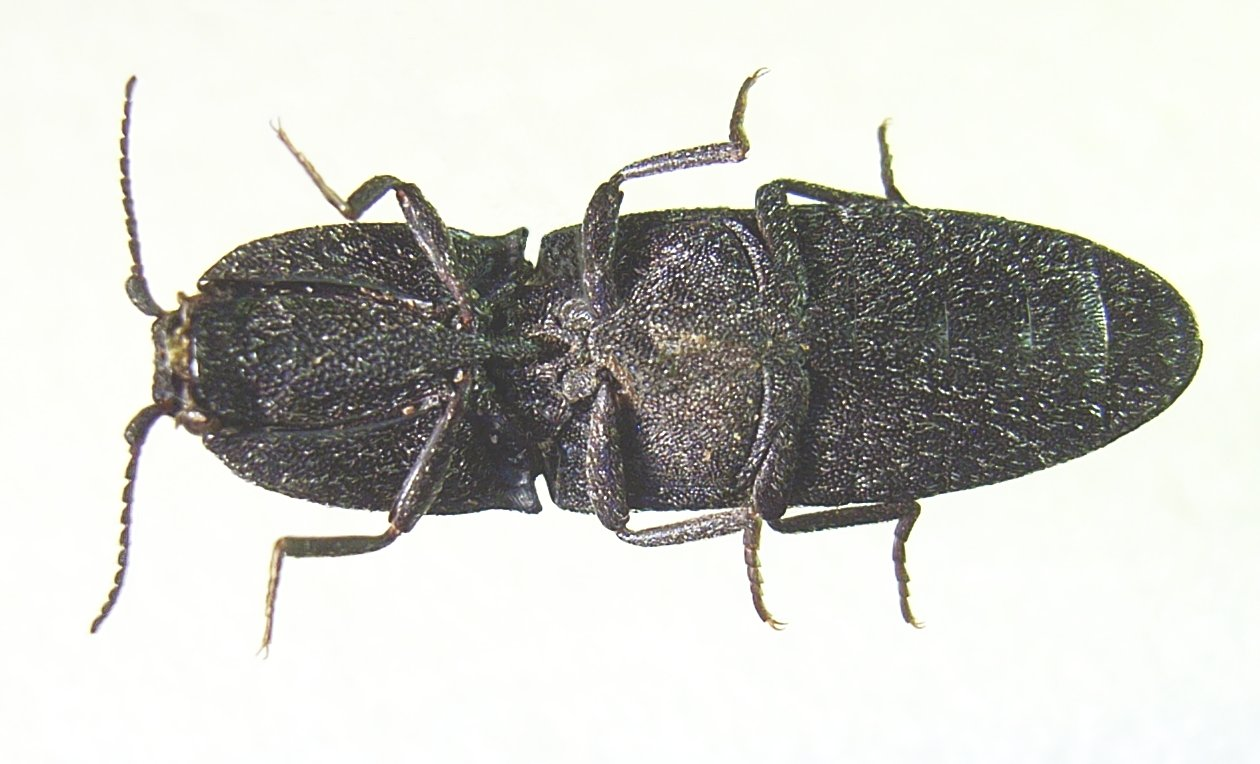
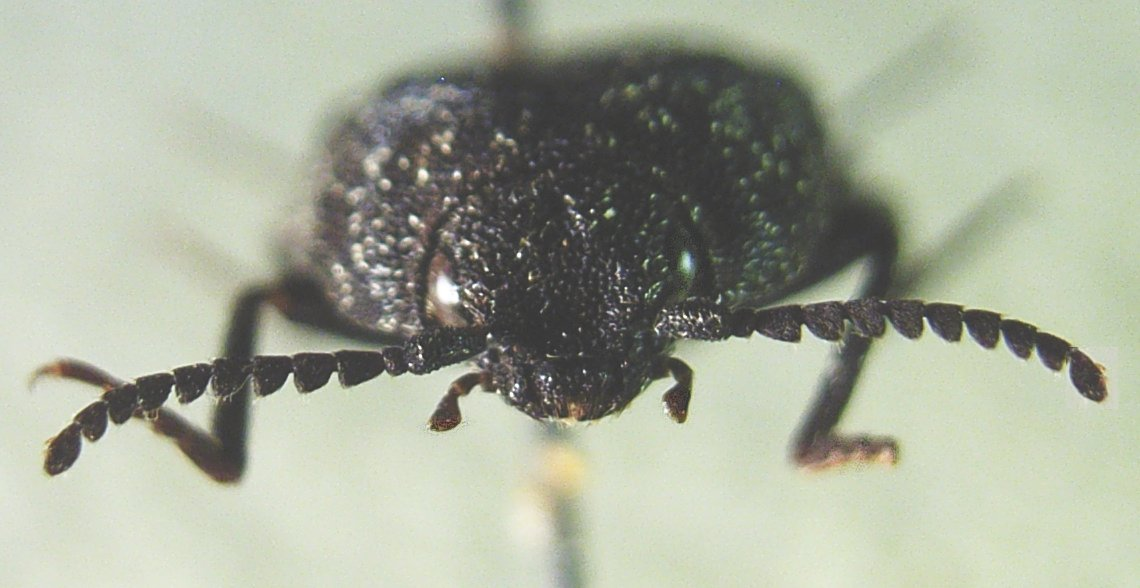
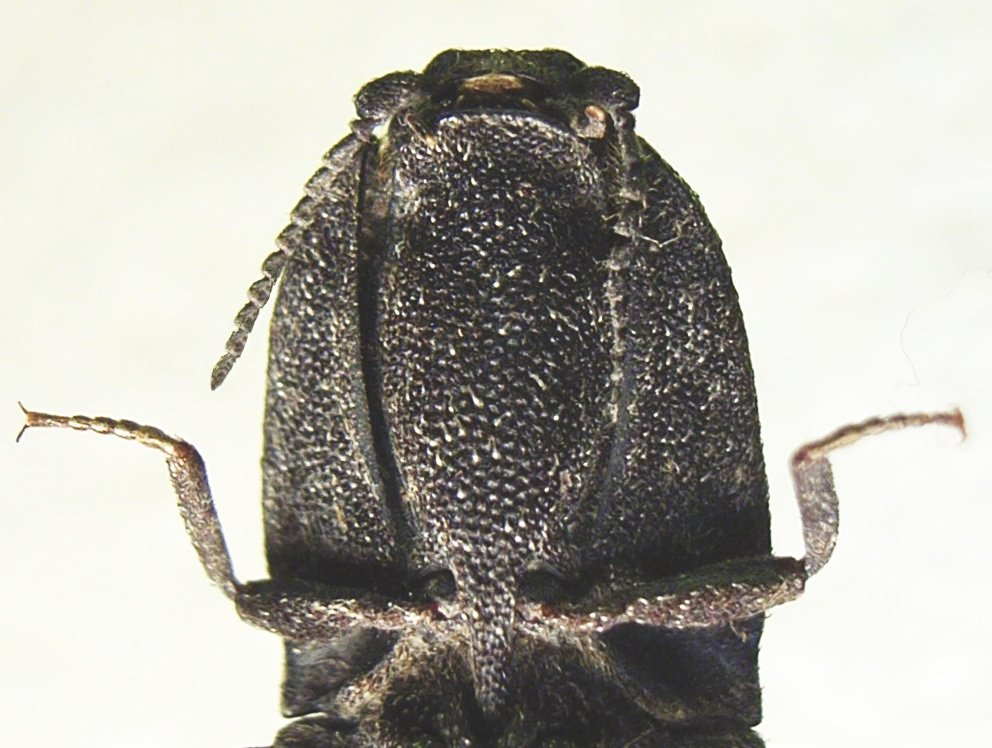
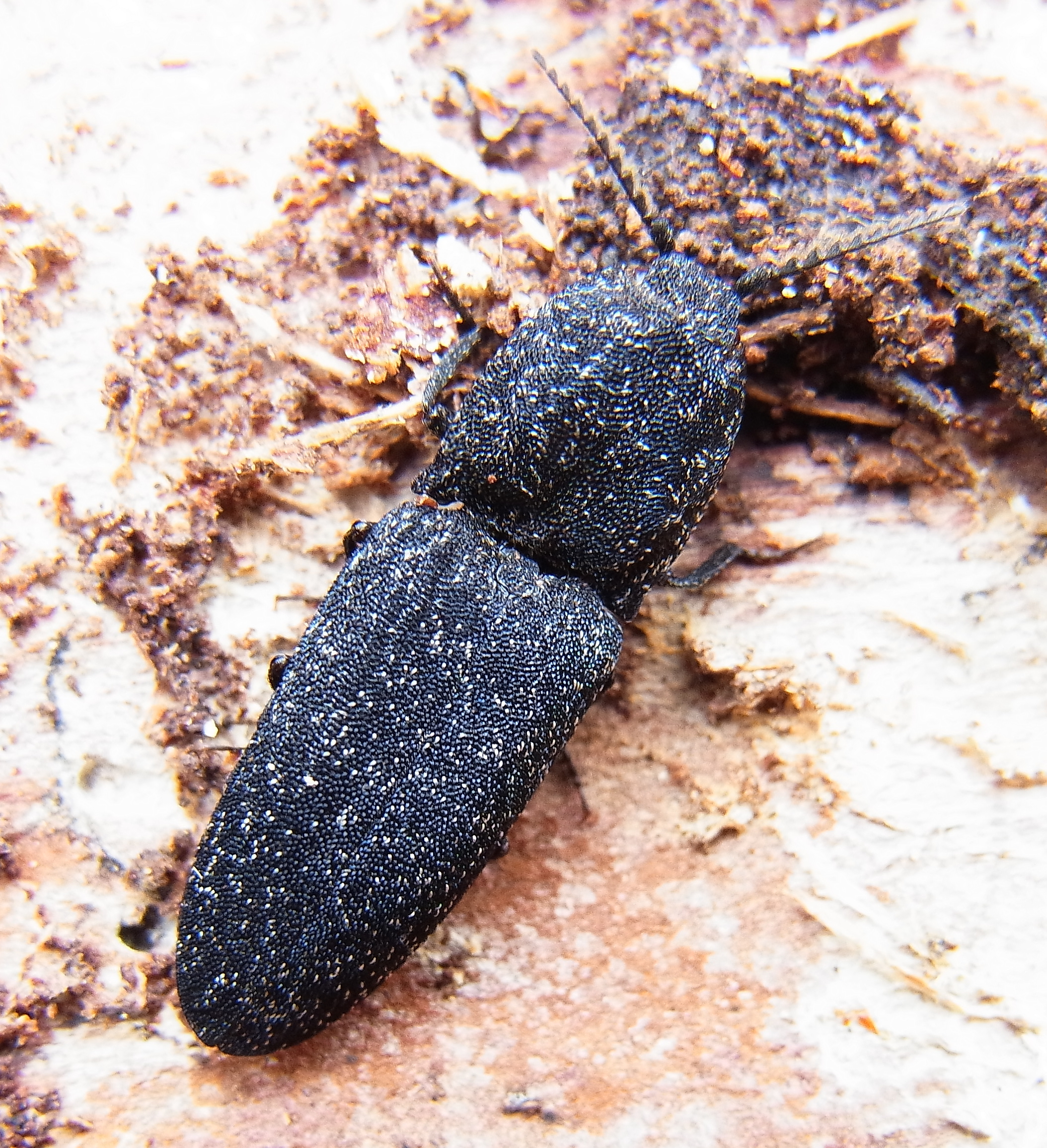
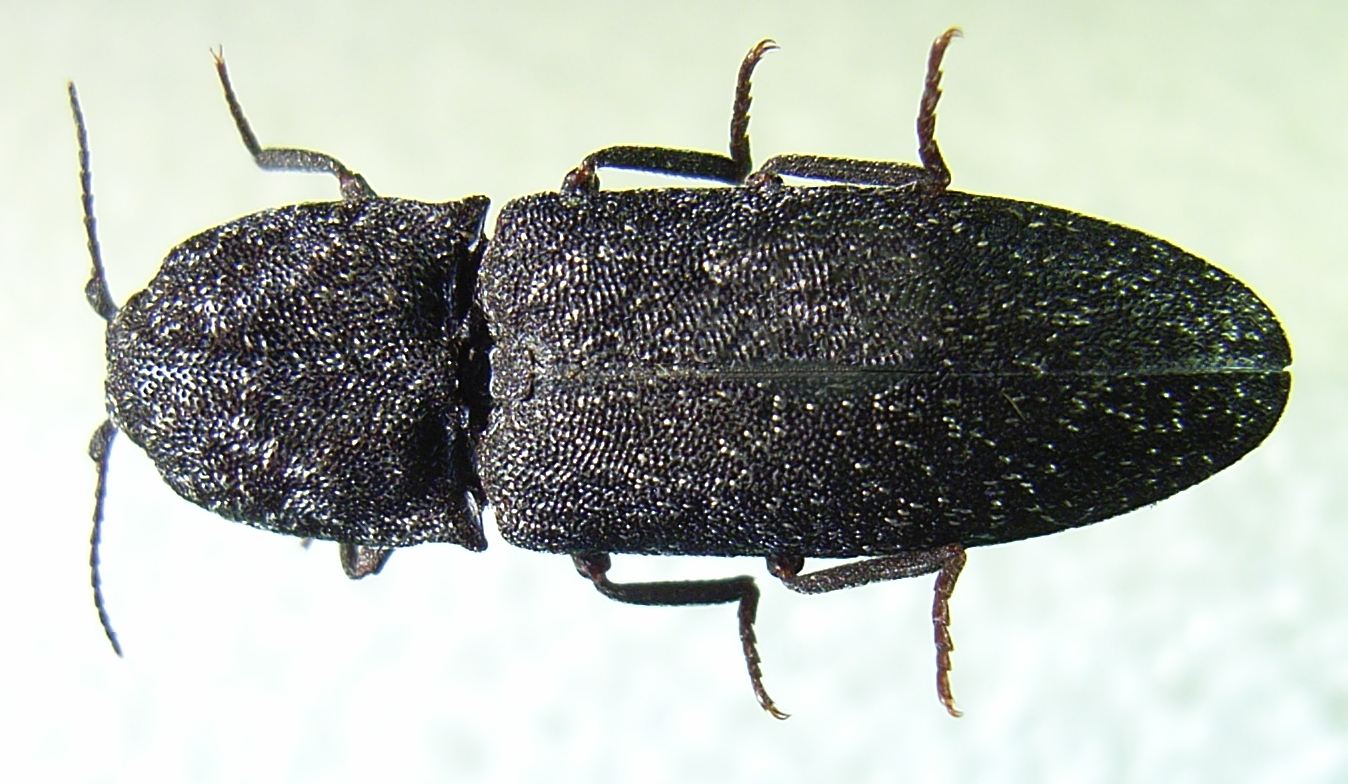